# Michel Moore
Michel Rey Moore (né le 2 juillet, 1960) est un policier américain. Il est nommé chef du Los Angeles Police Department (LAPD) le 4 juin 2018 par le maire de Los Angeles Eric Garcetti, et a été ratifié par le conseil municipal de Los Angeles le 27 juin 2018. Moore succède à Charlie Beck en tant que chef de la police après la retraite de Beck le 27 juin 2018.. Il travaille au LAPD depuis 1981,. Il est fils d'un père basque espagnol et son nom de famille d'origine est « Sanchotena ». (« Michel » est la version basque et française de « Michael ». Moore prononce son prénom « Michael. »)  Il a pris le nom de famille de son beau-père à la suite de divers préjugés dont il a été victime.
Il est marié et a une fille.

## Carrière
Moore est entré au département de police de Los Angeles en 1981. Il a gravi les échelons au LAPD, a été promu au grade de capitaine (Captain) en 1998 et a été affecté au commandement de la division Rampart à la suite de l'arrestation de Rafael Pérez. Il a été promu commandant (Commander) en 2002, chef-adjoint (Deputy Chief) en 2004 et chef-assistant (Assistant Chief) en 2010.
Il devient le 57e chef de la police de Los Angeles le 27 juin 2018,.
Durant sa carrière au LAPD, il a été décoré de nombreuses distinctions pour son service de police, dont la médaille de bravoure.
En 2016, Moore était le favori pour devenir chef du Dallas Police Department, mais le poste a finalement été attribué à U. Renee Hall. La candidature de Moore a été soutenue par le leader civique afro-américain John Mack, qui a souligné le savoir-faire de Moore en matière de police communautaire et son dévouement à "éradiquer le racisme et la brutalité au sein du LAPD".
À la suite des manifestations et émeutes consécutives à la mort de George Floyd à Los Angeles, il déclare : "Nous n'avons pas eu des gens qui pleuraient cet homme, George Floyd — nous avons eu des gens qui capitalisaient. Sa mort est sur leurs mains autant que sur celles de ces officiers.", ce qui a provoqué de vives réactions lors de la réunion de la commission de police durant laquelle Moore est resté assis pendant neuf heures en silence tandis que des citoyens demandaient sa démission.
En mai 2021, Moore a annoncé qu'une enquête interne sur le personnel concernant le partage d'un mème de George Floyd avait abouti à la condamnation d'un officier devant une commission des droits, Moore recommandant son licenciement. Moore a déclaré qu'il s'agissait de "l'acte le plus agressif" qu'il pouvait prendre et a espéré que cela enverrait un message clair que le LAPD ne tolère pas un tel comportement.
À la fin février 2024, Michel Moore prit sa retraite, qu'il avait annoncée un mois plus tôt, le vendredi 12 janvier. À la suite de cet événement, le mercredi 7 février, son nouveau successeur, Dominic Choi (en), a été nommé par la Commission de police de Los Angeles. Le département de police de Los Angeles recherchait alors un nouveau chef pour diriger le troisième plus grand service de police du pays. En attendant de trouver un remplaçant permanent pour Moore, un chef par intérim a été nommé. Dominic Choi (en) est le premier chef américano-asiatique du LAPD. Sa nomination a été approuvée par un vote unanime.